# Martijn Thomassen
Martijn Thomassen (Geldrop, 6 juni 1990) is een Nederlands voormalig voetballer die als verdediger speelde.

## Loopbaan
Thomassen begon met voetballen bij RKVV EMK. Van 2000 tot en met 2011 doorliep hij de jeugdopleiding van PSV. Hij speelde er echter nooit in het eerste elftal. In 2011 tekende Thomassen een tweejarig contract bij AGOVV Apeldoorn, waar hij zijn debuut maakte in het betaald voetbal. Na een seizoen vertrok Thomassen op 31 augustus 2012 naar FC Eindhoven. In september 2013 tekende hij bij VC Herentals in België. In het seizoen 2019/20 kwam Thomassen uit voor KFC Esperanza Pelt. Medio 2020 stopte hij met voetballen.

## Carrière
| Seizoen | Club         | Wedstrijden | Doelpunten | Competitie                   |
| ------- | ------------ | ----------- | ---------- | ---------------------------- |
| 2011/12 | AGOVV        | 13          | 0          | Eerste divisie               |
| 2012/13 | FC Eindhoven | 1           | 0          | Eerste divisie               |
| 2013/14 | VC Herentals |             |            | Eerste Provinciale Antwerpen |